# 色乡
色乡，是中华人民共和国西藏自治区山南市洛扎县下辖的一个乡镇级行政单位。

## 行政区划
色乡下辖以下地区：
曲吉麦村、色村、桑玉村和曲许村。